# Boris Obrucznikow
Boris Pawłowicz Obrucznikow (ros. Борис Павлович Обручников, ur. 1905 w Syzraniu, zm. 19 sierpnia 1988 w Moskwie) – zastępca ludowego komisarza spraw wewnętrznych/ministra spraw wewnętrznych ZSRR ds. kadr, generał porucznik, funkcjonariusz bezpieczeństwa państwowego ZSRR.

## Życiorys
Od 1919 robotnik w magazynie artylerii, od 1921 młynarz, w styczniu 1926 przyjęty do WKP(b). 1927 powołany do Armii Czerwonej, służył w marynarce wojennej. Elew szkoły marynarki w Kronsztadzie, X 1928 zdemobilizowany po odniesieniu kontuzji. Działał w aparacie partyjnym i związkowym, był m.in. zastępcą kierownika wydziału kadr okręgowego komitetu partyjnego i przewodniczącym okręgowego związku metalowców. Od 1930 sekretarz rady miejskiej, od 1931 kierownik wydziału kadr, a od 1932 wydziału organizacyjnego miejskiego komitetu WKP(b) w Syzraniu. Od 1933 w Samarze, gdzie był zastępcą sekretarza Krajowego Komitetu Wykonawczego, od lutego 1934 II sekretarz Krajowego Komitetu Komsomołu, od 1935 instruktor odpowiedzialny Krajowego Komitetu WKP(b). 
Od 1936 w organach bezpieczeństwa, 7 lipca - 25 grudnia 1936 zastępca szefa 7 Oddziału Wydziału Specjalnego (OO) Głównego Zarządu Bezpieczeństwa Państwowego, od 22 grudnia 1936 w stopniu porucznika bezpieczeństwa państwowego. 25 grudnia 1936 - 23 kwietnia 1937 zastępca szefa 7 Oddziału 5 Wydziału Specjalnego Głównego Zarządu Bezpieczeństwa Państwowego, 23 kwietnia - 21 października 1937 zastępca szefa 4 Oddziału 3 Wydziału (Kontrwywiadowczego) Głównego Zarządu Bezpieczeństwa Państwowego, październik 1937 - kwiecień 1938 zastępca szefa 5 Oddziału 3 Wydziału Głównego Zarządu Bezpieczeństwa Państwowego, kwiecień - październik 1938 szef 6 Oddziału 7 Wydziału 1 Zarządu (Bezpieczeństwa Państwowego) NKWD, październik 1938 - 1 sierpnia 1939 szef 6 Oddziału 2 Wydziału Głównego Zarządu Ekonomicznego NKWD, 1 lipca 1939 - 26 II 1941 zastępca szefa 5 Oddziału (handel, kooperacja, finanse) Głównego Zarządu Ekonomicznego NKWD. 5 XI 1937 mianowany starszym porucznikiem, a 14 III 1940 kapitanem bezpieczeństwa państwowego. Od 26 II 1941 do 5 VII 1952 zastępca komisarza ludowego (od 1946 ministra) spraw wewnętrznych ZSRR ds. kadr - szef Wydziału (od 29 I 1947 Departamentu) Kadr. 9 VII 1941 mianowany starszym majorem bezpieczeństwa państwowego z pominięciem stopnia majora, a 14 II 1943 komisarzem bezpieczeństwa państwowego III rangi. Od 9 VII 1945 generał porucznik. 5 VII 1952 - 11 III 1953 zastępca ministra bezpieczeństwa państwowego ZSRR. 12 III - 3 VII 1953 szef Departamentu Kadr MWD ZSRR. Następnie przeniesiony do rezerwy, 29 I 1954 wydalony z partii, a 3 I 1955 pozbawiony stopnia generalskiego "z powodu dyskredytacji".

## Odznaczenia
- Order Lenina (dwukrotnie - 29 kwietnia 1943 i 19 września 1952)
- Order Czerwonego Sztandaru (dwukrotnie - 20 września 1943 i 16 września 1945)
- Order Wojny Ojczyźnianej I klasy (7 lipca 1944)
- Order Czerwonego Sztandaru Pracy (dwukrotnie - 24 kwietnia 1943 i 13 grudnia 1944)
- Order „Znak Honoru” (22 lipca 1937)
- Odznaka "Zasłużony Funkcjonariusz NKWD" (4 lutego 1942)

I 5 medali.